# Arbeiter-Samariter-Jugend
Die Arbeiter-Samariter-Jugend (ASJ) ist der Kinder- und Jugendverband des Arbeiter-Samariter-Bundes. Sie ist zur Mitgliedschaft und Mitarbeit offen für alle jungen Menschen. Sie orientiert sich in ihren Aktivitäten und Positionen an den Bedürfnissen und Interessen der jungen Menschen.

## Die Arbeiter-Samariter-Jugend in Deutschland

### Demokratischer Aufbau
Die ASJ ist auf jeder Organisationsstufe demokratisch aufgebaut. Eine Mitgliederversammlung, auf höheren Organisationsebenen eine Delegiertenversammlung bzw. Konferenz, wählt jeweils für eine in der Satzung vorgegebenen Zeitraum einen Vorstand und eine Kontrollkommission. So ist sichergestellt, dass Kinder und Jugendliche in der ASJ Gestaltungsmöglichkeiten haben und an allen wesentlichen Entscheidungen unmittelbar oder über das Repräsentationsprinzip (nicht Delegationsprinzip) mittelbar beteiligt sind.

### Arbeitsfelder
Die ASJ ist in folgenden Feldern der Jugendarbeit aktiv: offene Jugendarbeit, Jugendgruppenarbeit, Jugendprojektarbeit, Jugendverbandsarbeit, Bildungsarbeit und internationale Jugendarbeit.

### Konkrete Aktivitäten
Lokale bzw. regionale Ebene:
- Die ASJ bietet an vielen Orten in Deutschland zahlreiche Kinder- und Jugendgruppen an.
- Schulungen in Erster-Hilfe in fast allen Kinder- und Jugendgruppen.

Bundesebene:
Die Angebote der Bundesebene sind eine Ergänzung bzw. ein Service für die Landesebenen und die lokale bzw. regionale Ebene.
- Fortbildungsseminare aus dem Bereich der außerschulischen Jugendbildung.
- mit dem Bundesjugendwettbewerb alle zwei Jahre einen bundesweiten Leistungswettbewerb, in dem das Können in Erster-Hilfe, Kultur und Allgemeinwissen abgefragt wird. Zur Teilnahme ist eine Qualifikation in den Wettbewerben auf jeweiligen den kommunalen und Landesebenen Voraussetzung.
- alle zwei Jahre die „Kindertage“. Das ist ein bundesweites Erlebniswochenende für die Teilnehmenden von ASJ-Kindergruppen. Die Kindertage werden innerhalb der ASJ offen ausgeschrieben.
- Die ASJ macht internationale Jugendarbeit. Einzelne ASJ-Gruppen haben Partnergruppen im Ausland. Sie kooperiert mit den Jugendorganisationen der Mitgliedsverbände von Samaritan International.
- Die ASJ hat inhaltliche Arbeitsschwerpunkte, Kampagnen genannt. Die derzeitige Kampagne heißt „Erste Hilfe für unsere Umwelt“. Inhaltlich geht es um Umweltverschmutzung und Wege, diese zu vermeiden. Zur kreativen Aktionsvorbereitung innerhalb von Kampagnen bedient sich die ASJ der Methode Zukunftswerkstatt.

### Ziele der Arbeit der ASJ
Durch ihre Arbeit will die ASJ soziales Engagement, Gemeinschaft, Solidarität, Toleranz und die Gleichstellung aller Geschlechter fördern. Wichtig ist der ASJ außerdem Kinder- und Jugendliche in ihrer Entwicklung zu einer eigenständigen Persönlichkeit zu unterstützen.

### Ehrenamtlichkeit
Die ASJ arbeitet fast ausschließlich ehrenamtlich.

### Politische Ausrichtung
Die ASJ ist weder konfessionell noch parteipolitisch gebunden.
Das politische Engagement der ASJ ist in erster Linie auf die Interessenvertretung von Kindern und Jugendlichen gerichtet. Diese nimmt sie z. B. als Vollmitglied im Deutschen Bundesjugendring wahr.
Im Rahmen ihrer thematischen Arbeitsschwerpunkte, Kampagnen genannt, beschäftigt sich die ASJ schwerpunktmäßig mit einzelnen gesellschaftlichen Problemen. Dazu erarbeitet die ASJ politische Positionspapiere.

### Kooperationen mit anderen Jugendverbänden
Neben der Mitgliedschaft im Deutschen Bundesjugendring arbeitet die ASJ mit weiteren Jugendverbänden zusammen. Das sind zum einen Verbände mit einem historischen Hintergrund in der Arbeiterjugendbewegung: die DGB-Jugend, das Jugendwerk der AWO, die Naturfreundejugend Deutschlands, die Deutsche Schreberjugend, die SJD-Die Falken und die Solijugend. Zum anderen sind es die Jugendorganisationen der Helfenden Verbände: die DLRG-Jugend, das Deutsche Jugendrotkreuz, die Johanniter-Jugend, die Jugendfeuerwehr, die Malteser Jugend, die THW-Jugend.

### Veröffentlichungen der Bundesebene
- Drei Mal im Jahr erscheint das Mitgliedermagazin „ASJ am Puls“.
- Ein Mal im Jahr erscheint der ASJ-Seminarkalender.
- Die ASJ bietet ihren Gliederungen einen Imageflyer zu Werbezwecken an.
- Weitere Publikationen werden unregelmäßig, passend zu Arbeitsschwerpunkten oder besonderen Anlässen erstellt.

## Die Samariterjugend in Österreich
Alle unter 18-jährigen Mitglieder des Arbeiter-Samariter-Bund Österreichs sind automatisch auch Mitglieder der Samariterjugend. Davon werden ca. 600 Kinder österreichweit einer Jugendgruppe zugeordnet, die auf lokaler oder regionaler Ebene tätig ist. Die in der Jugendarbeit der Organisation aktivsten Bundesländer sind Wien und Niederösterreich.
Ziel der Jugend des Arbeiter-Samariter-Bund Österreichs […] ist es, durch die Stärkung von sozialem Engagement, Gemeinschaft und gelebter Solidarität und Toleranz die Entwicklung von Kindern und Jugendlichen zu selbstbewussten, eigenständigen und verantwortungsvollen Persönlichkeiten zu fördern. Dabei ist das Eintreten für eine freie, solidarische, gerechte und vorurteilsfreie Gesellschaft ein wichtiger Bestandteil des Selbstverständnisses des Arbeiter-Samariter-Bund Österreichs und nimmt in seiner Jugendarbeit einen besonderen Stellwert ein. Die Jugendarbeit des Arbeiter-Samariter-Bund Österreichs ist vom Gedanken der Demokratie getragen und weder konfessionell noch parteipolitisch gebunden. Die Arbeit erfolgt ehrenamtlich.

### Demokratischer Aufbau
Auf Gruppenebene:
Der Jugendreferent oder die Jugendreferentin einer ASBÖ-Ortsgruppe wird alle vier Jahre durch die Jugendkonferenz gewählt. Die Jugendkonferenz entspricht der Gruppenhauptversammlung auf Jugendebene, wahlberechtigt sind hierbei alle Mitglieder der betreffenden ASBÖ-Gruppe zwischen 6 und 18 Jahren. Der gewählte Jugendreferent muss durch den Vorstand der Gruppe bestätigt werden.
Auf Landesebene:
Der Landesjugendreferent oder die Landesjugendreferentin wird alle fünf Jahre durch die Landesjugendkonferenz nach dem Delegationsprinzip gewählt. In einigen mitgliederschwachen Bundesländern (z. B. Kärnten mit nur einer aktiven Jugendgruppe) besteht kein Landesjugendreferat.
Auf Bundesebene:
Der Bundesjugendreferent oder die Bundesjugendreferentin wird alle fünf Jahre durch die Landesjugendkonferenz nach dem Delegationsprinzip gewählt. Bundesjugendreferent ist momentan Simeon Alexander Egger aus Tirol.

### Konkrete Aktivitäten
In den Jugendgruppen werden die folgenden Maßnahmen für die Jugendarbeit getroffen:
- Erste-Hilfe-Ausbildung der Mitglieder mit besonderem Schwerpunkt auf Eigenschutz, Gesundheitsvorsorge und Unfallverhütung.
- Schulung der sozialen Kompetenzen der Mitglieder in Hinblick auf Zivilcourage, Hilfsbereitschaft und gesellschaftliches Engagement.
- Gemeinschaftsbildende Aktivitäten wie Wandertage, Zeltlager, Exkursionen und Workshops.
- Zusammenarbeit mit anderen Organisationen, wie z. B. der Feuerwehrjugend.
- Teilnahme an regionalen, nationalen und internationalen Veranstaltungen zum Thema.

Durch das Bundesjugendreferat und die Landesjugendreferate werden weitere Aktivitäten angeboten:
- Seminare, Workshops und Fortbildungen für Jugendleiter und Gruppenbetreuer.
- Erste-Hilfe-Wettbewerbe für Kinder und Jugendliche
  - Bundesjugendbewerb: findet jedes zweite Jahr zu Pfingsten statt.
  - Niederösterreichischer Landesjugendbewerb: findet jährlich statt.
- Nationale und internationale Jugendbegegnungen
- Soziale Projekte, am nennenswertesten ist hierbei der Nikolauszug.
- Projektarbeit zu diversen gesellschaftlichen und gesundheitsbezogenen Themen.